# The Collected Recordings – Sixties to Nineties
Albums de Tina Turner
What's Love Got to Do with It
(1993) Wildest Dreams
(1996)
Singles
The Collected Recordings – Sixties to Nineties est la deuxième compilation de Tina Turner, parue le 15 novembre 1994 sur le label Capitol Records.

## Historique
Cette compilation réunit des enregistrements sur 30 ans de carrière de Turner, débutant par son premier single de 1960 avec Ike & Tina Turner, A Fool In Love et finissant par le titre de 1993 I Do not Wanna Fight de la BO du film autobiographique Tina.

## Liste des titres
| Disc 1 - Ike & Tina Turner hits | Disc 1 - Ike & Tina Turner hits      | Disc 1 - Ike & Tina Turner hits           | Disc 1 - Ike & Tina Turner hits | Disc 1 - Ike & Tina Turner hits | Disc 1 - Ike & Tina Turner hits | Disc 1 - Ike & Tina Turner hits | Disc 1 - Ike & Tina Turner hits | Disc 1 - Ike & Tina Turner hits | Disc 1 - Ike & Tina Turner hits |
| No                              | Titre                                | Auteur                                    | Durée                           |                                 |                                 |                                 |                                 |                                 |                                 |
| ------------------------------- | ------------------------------------ | ----------------------------------------- | ------------------------------- | ------------------------------- | ------------------------------- | ------------------------------- | ------------------------------- | ------------------------------- | ------------------------------- |
| 1.                              | A Fool in Love                       | Ike Turner                                | 2:53                            |                                 |                                 |                                 |                                 |                                 |                                 |
| 2.                              | It's Gonna Work Out Fine             | Rose Marie McCoy, Sylvia McKinney         | 3:03                            |                                 |                                 |                                 |                                 |                                 |                                 |
| 3.                              | I Idolize You                        | Ike Turner                                | 2:52                            |                                 |                                 |                                 |                                 |                                 |                                 |
| 4.                              | Poor Fool                            | Ike Turner                                | 2:33                            |                                 |                                 |                                 |                                 |                                 |                                 |
| 5.                              | A Letter from Tina                   | Ike Turner                                | 2:34                            |                                 |                                 |                                 |                                 |                                 |                                 |
| 6.                              | Finger Poppin                        | Ike Turner                                | 2:47                            |                                 |                                 |                                 |                                 |                                 |                                 |
| 7.                              | River Deep, Mountain High            | Phil Spector, Jeff Barry, Ellie Greenwich | 3:39                            |                                 |                                 |                                 |                                 |                                 |                                 |
| 8.                              | Crazy 'Bout You Baby                 | Sonny Boy Williamson II                   | 3:26                            |                                 |                                 |                                 |                                 |                                 |                                 |
| 9.                              | I've Been Loving You Too Long        | Otis Redding, Jerry Butler                | 3:54                            |                                 |                                 |                                 |                                 |                                 |                                 |
| 10.                             | Bold Soul Sister                     | Ike Turner, Tina Turner                   | 2:36                            |                                 |                                 |                                 |                                 |                                 |                                 |
| 11.                             | I Want to Take You Higher            | Sly Stone                                 | 2:54                            |                                 |                                 |                                 |                                 |                                 |                                 |
| 12.                             | Come Together                        | John Lennon, Paul McCartney               | 3:42                            |                                 |                                 |                                 |                                 |                                 |                                 |
| 13.                             | Honky Tonk Women                     | Mick Jagger, Keith Richards               | 3:10                            |                                 |                                 |                                 |                                 |                                 |                                 |
| 14.                             | Proud Mary                           | John Fogerty                              | 4:59                            |                                 |                                 |                                 |                                 |                                 |                                 |
| 15.                             | Nutbush City Limits                  | Tina turner                               | 3:00                            |                                 |                                 |                                 |                                 |                                 |                                 |
| 16.                             | Sexy Ida (Part I)                    | Tina Turner                               | 2:30                            |                                 |                                 |                                 |                                 |                                 |                                 |
| 17.                             | Sexy Ida (Part II)                   | Tina Turner                               | 3:01                            |                                 |                                 |                                 |                                 |                                 |                                 |
| 18.                             | It Ain't Right (Lovin' to Be Lovin') | Ike Turner                                | 2:36                            |                                 |                                 |                                 |                                 |                                 |                                 |
| 57:09                           |                                      |                                           |                                 |                                 |                                 |                                 |                                 |                                 |                                 |

| Disc 2 - Rarities | Disc 2 - Rarities                                               | Disc 2 - Rarities                                                    | Disc 2 - Rarities | Disc 2 - Rarities | Disc 2 - Rarities | Disc 2 - Rarities | Disc 2 - Rarities | Disc 2 - Rarities | Disc 2 - Rarities |
| No                | Titre                                                           | Auteur                                                               | Durée             |                   |                   |                   |                   |                   |                   |
| ----------------- | --------------------------------------------------------------- | -------------------------------------------------------------------- | ----------------- | ----------------- | ----------------- | ----------------- | ----------------- | ----------------- | ----------------- |
| 1.                | Acid Queen (Soundtrack version)                                 | Pete Townshend                                                       | 3:48              |                   |                   |                   |                   |                   |                   |
| 2.                | Whole Lotta Love                                                | John Bonham, Willie Dixon, John Paul Jones, Jimmy Page, Robert Plant | 4:43              |                   |                   |                   |                   |                   |                   |
| 3.                | Ball of Confusion (That's What the World Is Today) (1991 remix) | Norman Whitfield, Barrett Strong                                     | 4:11              |                   |                   |                   |                   |                   |                   |
| 4.                | A Change Is Gonna Come                                          | Sam Cooke                                                            | 4:45              |                   |                   |                   |                   |                   |                   |
| 5.                | Johnny and Mary                                                 | Robert Palmer                                                        | 4:11              |                   |                   |                   |                   |                   |                   |
| 6.                | Games (1983 demo recording)                                     | Andrea Farber, Vince Melamed                                         | 4:16              |                   |                   |                   |                   |                   |                   |
| 7.                | When I Was Young                                                | Eric Burdon, Vic Briggs, John Weider, Barry Jenkins, Danny McCulloch | 3:12              |                   |                   |                   |                   |                   |                   |
| 8.                | Total Control                                                   | Martha Davis, Jeff Jourard                                           | 6:28              |                   |                   |                   |                   |                   |                   |
| 9.                | Let's Pretend We're Married (Live, Chicago 1984)                | Prince                                                               | 4:16              |                   |                   |                   |                   |                   |                   |
| 10.               | It's Only Love (Bryan Adams with Tina turner)                   | Bryan Adams, Jim Vallance                                            | 3:15              |                   |                   |                   |                   |                   |                   |
| 11.               | Don't Turn Around                                               | Albert Hammond, Diane Warren                                         | 4:17              |                   |                   |                   |                   |                   |                   |
| 12.               | Legs (Live, San Bernardino 1983)                                | Billy Gibbons, Dusty Hill, Frank Beard                               | 4:59              |                   |                   |                   |                   |                   |                   |
| 13.               | Addicted to Love (Live, London 1986)                            | Robert Palmer                                                        | 5:24              |                   |                   |                   |                   |                   |                   |
| 14.               | Tearing Us Apart (Eric Clapton et Tina Turner)                  | Eric Clapton, Greg Phillinganes                                      | 4:17              |                   |                   |                   |                   |                   |                   |
| 15.               | It Takes Two (Rod Stewart et Tina Turner)                       | William Stevenson, Sylvia Moy                                        | 4:12              |                   |                   |                   |                   |                   |                   |
| 66:14             |                                                                 |                                                                      |                   |                   |                   |                   |                   |                   |                   |

| Disc 3 - Solo hits | Disc 3 - Solo hits                   | Disc 3 - Solo hits                         | Disc 3 - Solo hits | Disc 3 - Solo hits | Disc 3 - Solo hits | Disc 3 - Solo hits | Disc 3 - Solo hits | Disc 3 - Solo hits | Disc 3 - Solo hits |
| No                 | Titre                                | Auteur                                     | Durée              |                    |                    |                    |                    |                    |                    |
| ------------------ | ------------------------------------ | ------------------------------------------ | ------------------ | ------------------ | ------------------ | ------------------ | ------------------ | ------------------ | ------------------ |
| 1.                 | Let's Stay Together                  | Al Green, Willie Mitchell, Al Jackson, Jr. | 5:17               |                    |                    |                    |                    |                    |                    |
| 2.                 | What's Love Got to Do with It        | Terry Britten, Graham Lyle                 | 3:46               |                    |                    |                    |                    |                    |                    |
| 3.                 | Better Be Good to Me                 | Nicky Chinn, Mike Chapman, Holly Knight    | 5:10               |                    |                    |                    |                    |                    |                    |
| 4.                 | Private Dancer                       | Mark Knopfler                              | 7:11               |                    |                    |                    |                    |                    |                    |
| 5.                 | I Can't Stand the Rain               | Ann Peebles, Don Bryant, Bernard Miller    | 3:43               |                    |                    |                    |                    |                    |                    |
| 6.                 | Help!                                | John Lennon, Paul McCartney                | 4:30               |                    |                    |                    |                    |                    |                    |
| 7.                 | We Don't Need Another Hero (7" edit) | Terry Britten, Graham Lyle                 | 4:15               |                    |                    |                    |                    |                    |                    |
| 8.                 | Typical Male                         | Terry Britten, Graham Lyle                 | 4:15               |                    |                    |                    |                    |                    |                    |
| 9.                 | What You Get Is What You See         | Terry Britten, Graham Lyle                 | 4:27               |                    |                    |                    |                    |                    |                    |
| 10.                | Paradise Is Here                     | Paul Brady                                 | 5:29               |                    |                    |                    |                    |                    |                    |
| 11.                | Back Where You Started               | Bryan Adams, Jim Vallance                  | 4:27               |                    |                    |                    |                    |                    |                    |
| 12.                | The Best                             | Mike Champam, Holly Knight                 | 5:29               |                    |                    |                    |                    |                    |                    |
| 13.                | Steamy Windows                       | Tony Joe White                             | 4:04               |                    |                    |                    |                    |                    |                    |
| 14.                | Foreign Affair                       | Tony Joe White                             | 4:28               |                    |                    |                    |                    |                    |                    |
| 15.                | I Don't Wanna Fight                  | Lulu, Billy Lawrie, Steve DuBerry          | 6:05               |                    |                    |                    |                    |                    |                    |
| 71:25              |                                      |                                            |                    |                    |                    |                    |                    |                    |                    |